# Chondracanthus nodosus
Chondracanthus nodosus är en kräftdjursart som först beskrevs av Otto Friedrich Müller 1776.  Chondracanthus nodosus ingår i släktet Chondracanthus och familjen Chondracanthidae. Det är osäkert om arten förekommer i Sverige. Inga underarter finns listade i Catalogue of Life.